# 愛琴海爭端

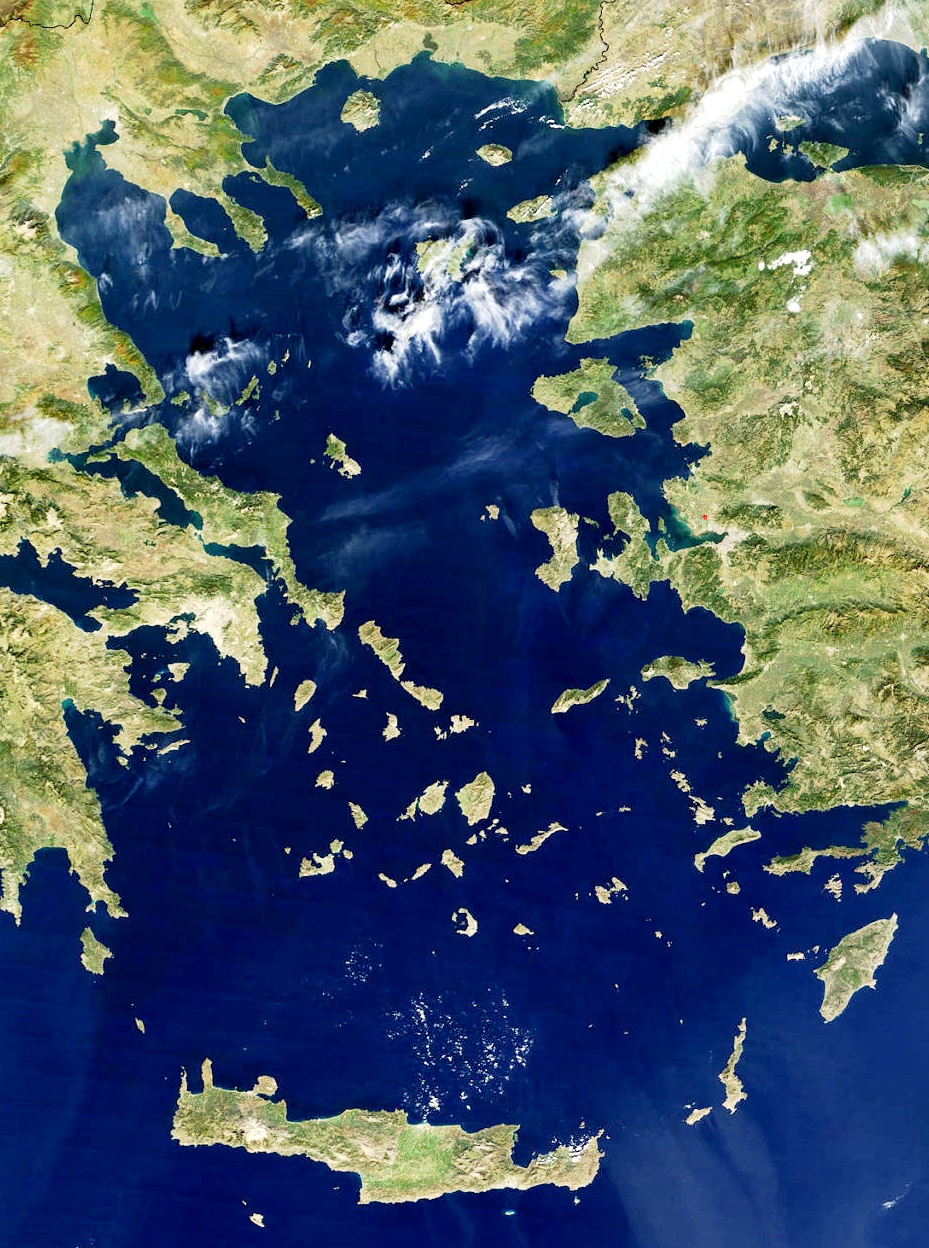
爱琴海的卫星图像

爱琴海争端是希腊和土耳其之间关于爱琴海地区以及附近的東地中海主权和相关权利的一系列爭議。 自1970年代以来，这一系列冲突严重影响了希腊-土耳其关系 ，1987年和1996年初，兩國就因愛琴海爭端幾近兵戎相見。爱琴海的问题可分为一下几类：
- 领海划界，土耳其不承认希臘在希腊岛屿周围有合法的大陆架和专属经济区
- 领空划界
- 专属经济区划界和大陆架爭端
- 飛航情報區爭端
- 希腊岛屿的非軍事區地位问题
- 伊米亞群島爭端

1998年至2010年代初，两国嘗試通过一系列外交措施緩解紧张局势。
2019年11月，土耳其和利比亚就划定东地中海海上边界签署了相关协议，但遭到埃及、希腊和塞浦路斯的反对。2020年8月6日，埃及宣布与希腊签署了一项关于東地中海专属经济区(EEZ)“海洋管辖权划分”的双边协议，但利比亞外交部和土耳其外交部又宣稱此协议无效。
2020年8月10日，土耳其派出勘探船歐魯奇芮斯號和數艘護航軍艦前往希臘卡斯泰洛里佐岛外海。希臘當日也派遣軍艦監視歐魯奇芮斯號，兩國軍艦互相近距離對峙。8月12日，双方各一艘护卫舰发生轻微碰撞。而法國則派出兩架陣風式戰機於8月13日抵達希臘克里特島並停留數天，當天法國還派遣兩艘軍艦與四艘希臘巡防艘舉行了聯合軍演。8月23日，土耳其宣布，歐魯奇芮斯號勘探时间延长至8月27日。
2020年8月25日，德国外长敦促希腊和土耳其尽快就争端展开直接对话。同日，土耳其和希腊分别在东地中海举行军演。26日，土耳其和美国以及希腊、塞浦路斯、法国和意大利各自在东地中海进行海上军事演习。希腊总理表示，希腊将把与意大利之间海域的希方领海宽度从6海里扩大至12海里。8月27日，希臘战机在靠近塞浦路斯岛西南部时遭到土耳其战机拦截。9月11日，土耳其海军与英国海军在东地中海进行联合训练。9月12日，希臘總理宣佈大規模軍購計劃。9月13日，歐魯奇芮斯號回到土耳其。
2020年10月14日，土耳其官员表示，歐魯奇芮斯號已经重返东地中海。德国和美国認為土耳其的重返屬於挑衅行为。